# Ajuricaba (есмінець)
«Ажурікаба» (порт. Ajuricaba) — військовий корабель, ескадрений міноносець типу «Амазонас», що перебував на озброєнні військово-морського флоту Бразилії у 1950—1960-х роках.
«Ажурікаба» був закладений 28 грудня 1940 року на верфі компанії Arsenal de Marinha do Rio de Janeiro у Ріо-де-Жанейро. Будівництво здійснювалося за модифікованим британським проєктом есмінців типу «H» разом із використання американського обладнання та озброєння, насамперед артилерії головного калібру, для заміни шести застарілих есмінцівтипу «Журуа». 30 травня 1945 року він був спущений на воду, а 21 грудня 1957 року увійшов до складу ВМС Бразилії.

## Історія служби
6 липня 1955 року корабель, що будувався, отримав свого першого командира і, ймовірно, саме в цей момент було прийнято рішення про зміну озброєння та обладнання корабля. Тоді ж було змінено бортовий номер на D-11. У 1958 році корабель разом з однотипним есмінцем «Арагуарі» брав участь у святкуванні 400-річчя міста Пелотас. 20 липня 1959 року біля берегів Бразилії есмінець зупинив, а потім супроводив до Ріо-де-Жанейро підозріле судно, яке виявилося німецьким вантажним судном «Cap Norte», але забороненого вантажу на ньому не було виявлено. У 1961 році корабель брав участь у маневрах «Юнітас II», а в червні 1962 року на його борту перебував міністр оборони Бразилії. 7 листопада 1962 року в затоці Ілья-Гранде поблизу Ріо-де-Жанейро есмінець наштовхнувся на підводну скелю, зазнавши серйозних пошкоджень (щонайменше три відсіки були затоплені). Лише в грудні корабель зміг відновити плавучість і його було знято з мілини (за допомогою, в тому числі есмінця «Акрі»), на пляжі Боа Віста. У 1963 році «Аджурікаба» відбуксирували на рідну верф, де після візуального огляду корпусу було прийнято рішення про виведення есмінця з експлуатації. 2 липня 1964 року ескадрений міноносець був виведений зі списків флоту.